# Piotr Prowans
Piotr Prowans (ur. 21 grudnia 1961 w Szczecinie) – polski lekarz chirurg, profesor nauk medycznych, nauczyciel akademicki, kierownik Kliniki Chirurgii Plastycznej, Endokrynologicznej i Ogólnej Pomorskiego Uniwersytetu Medycznego w Szczecinie.

## Życiorys
W 1987 roku ukończył studia medyczne w Pomorskiej Akademii Medycznej w Szczecinie. Stopień naukowy doktora nauk medycznych uzyskał w 1994 roku, stopień doktora habilitowanego w 2006 roku. Postanowieniem Prezydenta RP z dnia 09 września 2013 roku otrzymał tytuł naukowy profesora nauk medycznych.
Specjalizacje lekarskie uzyskał w zakresie: chirurgii ogólnej, I stopień w 1991 roku, II stopień w 1995 roku. specjalizację z chirurgii plastycznej w 2009 roku. Swoje umiejętności zawodowe pogłębiał na licznych stażach zagranicznych w Niemczech i Stanach Zjednoczonych. Od 1997 roku jest zawodowo związany z Pomorską Akademią Medyczną, obecnym Pomorskim Uniwersytetem Medycznym w Szczecinie. Początkowo pracował w Klinice Chirurgii Ogólnej i Chirurgii Ręki, a od 2007 roku rozpoczął tworzenie nowej jednostki akademickiej w PUM – Kliniki Chirurgii Plastycznej, Endokrynologicznej i Ogólnej, której obecnie jest kierownikiem. Był głównym wykonawcą licznych projektów badawczych związanych z wykorzystaniem biomateriałów w chirurgii, jest współautorem 2 patentów z tej dziedziny. Za osiągnięcia dydaktyczne otrzymywał wielokrotnie nagrody Rektora PUM, a w 2007 roku otrzymał Medal Komisji Edukacji Narodowej. Jest członkiem Polskiego Towarzystwa Chirurgii Plastycznej, Rekonstrukcyjnej i Estetycznej, Polskiego Towarzystwa Zakażeń Szpitalnych i Polskiego Towarzystwa Leczenia Oparzeń. W 2013 roku został powołany przez Wojewodę Zachodniopomorskiego na Konsultanta Wojewódzkiego w Dziedzinie Chirurgii Plastycznej.

## Prace naukowe
Spis prac naukowych, autorskich oraz współautorskich:
1. Rekonstrukcja ubytku wargi dolnej po ugryzieniu przez lisa. (ang. Reconstruction of destroyed lower lip after fox bite.), Czasopismo: Mag. Stomatol., 2016 nr 10, s. 54-56
2. Zespół Goldenhara. Opis przypadku i przebieg leczenia. (ang. Goldenhar syndrome–case description and course of treatment.), Mag. Stomatol., 2016 nr 7-8, s. 74-76, p-ISSN: 1230-0888
3. Płat z sieci większej – doświadczenia własne., Czasopismo: Chir. Plast. Oparz., 2015 s. 33., XII Zjazd Polskiego Towarzystwa Leczenia Oparzeń, Dźwirzyno, 10-13 czerwca 2015, p-ISSN: 2300-7893
4. Przydatność śródoperacyjnego badania EMG w ocenie zespoleń nerwów., Czasopismo: Chir. Plast. Oparz., 2015 s. 87., XV Zjazd Polskiego Towarzystwa Chirurgii Plastycznej, Rekonstrukcyjnej i Estetycznej, Sopot, 15-17 października 2015, p-ISSN: 2300-7893
5. Wykorzystanie termografii w zespole cieśni kanału nadgarstka–doniesienie wstępne., Chir. Plast. Oparz., 2015 s. 89., XV Zjazd Polskiego Towarzystwa Chirurgii Plastycznej, Rekonstrukcyjnej i Estetycznej, Sopot, 15-17 października 2015, p-ISSN: 2300-7893
6. A translational attempt to understand selected aspects of "bone-fat axis" function in humans., Czasopismo: Med. Sci. Sports Exerc., 2014 nr 5 s. S489., 61st Annual Meeting. 5th World Congress on Exercise in Medicine and World Congress on the role of inflammation in excersise, health and disease, Orlando, Florida USA, May 27-31, 2014, p-ISSN: 0195-9131, e-ISSN: 1530-0315
7. The use of thermography in early detection of tissue perfusion disorders in rats., Czasopismo: Wideochir. Tech. Małoinwaz., 2014 vol. 9, nr 3, s. 329-336, p-ISSN: 1895-4588
8. The use of tomography to design tissue flaps–experimental studies on animals., Czasopismo: Wideochir. Tech. Małoinwaz., 2014 vol. 9, nr 3, s. 319-328, p-ISSN: 1895-4588
9. Clinical analysis of selected complement-derived molecules in human adipose tissue., Czasopismo: J. Translat. Med., 2013: vol. 11, art. 11, 13 s., p-ISSN: 1479-5876
10. Function of oncological endoprosthesis in recurrent osteosarcoma of distal femur., Czasopismo: Med. Biol. Sci., 2013 vol. 27, nr 3, s. 40-42, p-ISSN: 1734-591X
11. Powtarzalność termografii w oznaczeniu naczyń perforujących., XLIV Ogólnopolska Konferencja Naukowa Studentów Uczelni Medycznych w Szczecinie, 10-13 kwietnia 2013.
12. Uchyłek Meckela jako przyczyna niedrożności przewodu pokarmowego–opis przypadku., (ang. Meckel's diverticulum as a cause of bowel obstruction–case report ), Czasopismo: Ostry Dyżur, 2013 nr 4, s. 157-159, p-ISSN: 1898-3316
13. Wykorzystanie termografii i USG do diagnostyki naczyniowej płata DIEP–doniesienie wstępne., Czasopismo: Chir. Plast. Oparz., XIV Zjazd Polskiego Towarzystwa Chirurgii Plastycznej, Rekonstrukcyjnej i Estetycznej, Kazimierz Dolny, 18-19 września 2013 r., p-ISSN: 2300-7893
14. Zastosowanie termowizji do projektowania płatów tkankowych–badania doświadczalne na zwierzętach., Czasopismo: Chir. Plast. Oparz., XIV Zjazd Polskiego Towarzystwa Chirurgii Plastycznej, Rekonstrukcyjnej i Estetycznej, Kazimierz Dolny, 18-19 września 2013 r., p-ISSN: 2300-7893
15. Całkowite i częściowe wycięcie tarczycy w leczeniu łagodnego wola guzkowego–wybór postępowania chirurgicznego., XLIII Ogólnopolska Sesja Naukowa Studenckiego Towarzystwa Naukowego Pomorskiego Uniwersytetu Medycznego w Szczecinie, 8-10 marca 2012 roku, Szczecin, 2012
16. Clinical analysis of systemic and adipose tissue levels of selected hormones/adipokines and stromal-derived factor-1., Czasopismo: J. Biol. Regul. Homeost. Agents, 2012 vol. 26, nr 4, s. 607-615., p-ISSN: 0393-974X
17. Małoinwazyjne usuwanie zmian skórnych twarzy a rozpoznanie histopatologiczne., (ang. Minimally invasive excision of facial cutaneous lesions and histopathological diagnosis. ), Czasopismo: Mag. Stomatol., 2012, nr 10, s. 131-133, p-ISSN: 1230-0888
18. Ocena nowych kopolimerów blokowych złożonych z polistyrenu oraz poliizobutylenu jako materiałów na endoprotezy do modelowania twarzy: badanie odczynu tkankowego w tkance mięśniowej królika., (ang. Evaluation of new block copolymers composed of polystyrene and polyisobutylene as materials for endoprostheses for modelling of the face: examination of tissue exudate in rabbit muscle tissue.), Mag. Stomatol., 2012, nr 2, s. 119-123, p-ISSN: 1230-0888
19. Plasma and adipose tissue levels of selected growth/inhibitory factors, proteolytic enzymes and sphingosine-1-phosphate in humans., Czasopismo: Eur. J. Inflamm., 2012 vol. 10, nr 3, s. 279-288., p-ISSN: 1721-727X
20. Przydatność termowizji w ocenie unaczynienia skóry ręki–doniesienie wstępne., Tytuł całości: W: XLIII Ogólnopolska Sesja Naukowa Studenckiego Towarzystwa Naukowego Pomorskiego Uniwersytetu Medycznego w Szczecinie, 8-10 marca 2012 roku, Szczecin, 2012
21. Całkowite i częściowe wycięcie tarczycy w leczeniu łagodnego wola guzkowego–wybór postępowania chirurgicznego., Czasopismo: Prz. Lek., 2011, s. 7. p-ISSN: 0033-2240
22. Leczenie zaniku twarzy spowodowanego twardziną miejscową: opis przypadku., (ang. Treatment of athrophy of the face caused by local scleroderma (morphea): case report. ), Mag. Stomatol., 2011, nr 12, s. 28-30, p-ISSN: 1230-0888
23. Skuteczne zaopatrzenie krwotoku z tętnicy udowej w przebiegu raka podstawno-komórkowego stentem PTFE., (ang. Successful management of hemorrhage originating from ruptured femoral artery in the course of basal cell carcinoma with use of PTFE stent.), Czasopismo: Ostry Dyżur, 2011, nr 3-4, s. 112-113, p-ISSN: 1898-3316
24. Wgłobienie jelita czczego spowodowane pierwotnym złośliwym guzem jelita cienkiego: opis przypadku., (ang. Small bowel intussusception caused by leyomyosarcoma: case report. ), Czasopismo: Ostry Dyżur, 2011, nr 3-4, s. 114-115, p-ISSN: 1898-3316
25. Wykorzystanie arteriografii w obrazowaniu naczyń przed operacjami mikrochirurgicznymi., Czasopismo: Leczenie Ran, 2011: vol. 8, supl. 2, s. s17., XIII Zjazd Polskiego Towarzystwa Chirurgii Plastycznej, Rekonstrukcyjnej i Estetycznej. Warszawa, 19-21 października 2011., p-ISSN: 1733-4301
26. Wykorzystanie arteriografii w obrazowaniu perforatorów tętniczych przed operacjami odtwórczymi w różnych okolicach ciała., XLII Ogólnopolska Sesja Naukowa Studenckiego Towarzystwa Naukowego Pomorskiego Uniwersytetu Medycznego w Szczecinie, 9-11 marca 2011 r. Szczecin, 2011
27. Zespół "serce-ręka" u 8-letniego chłopca z niskorosłością–opis przypadku., Czasopismo: Prz. Pediatr., 2011: vol. 41 supl. 1, s. 83., XXXI Zjazd Polskiego Towarzystwa Pediatrycznego, Szczecin, 9-11 czerwca 2011 r.
28. Zespół "serce-ręka" u 8-letniego chłopca z niskorosłością., (ang. The "heart-hand" syndrome in a 8-year-old-boy with short stature. ), Czasopismo: Wiad. Lek., 2011 nr 1, s. 15-21, p-ISSN: 0043-5147
29. A nanostructured carbon-reinforced polyisobutylene-based thermoplastic elastomer., Czasopismo: Biomaterials, 2010: vol. 31, nr 9, s. 2477-2488, p-ISSN: 0142-9612, e-ISSN: 1878-5905
30. Ciężkie urazy rąk, epidemiologia w 2008 roku w województwie Zachodniopomorskim., (ang. Epidemiology of severe hand injuries that occurred in the region of Westpomeranian province in 2008.), Czasopismo: Ostry Dyżur, 2010, nr 4, s. 119-121, p-ISSN: 1898-3316
31. Leczenie chirurgiczne chorób zanikowych twarzy, przegląd metod, opis przypadku połowiczego zaniku twarzy w przebiegu twardziny miejscowej., (ang. Surgical treatment in facial atrophy–overview of methods and a report on facial hemiatrophy in a patient with limited scleroderma.), Szczecin, 2010
32. Influence of TiO2 nanoparticles incorporated into elastomeric polyesters on their biocompatibility in vitro and in vivo., Czasopismo: Adv. Eng. Mater., 2009, nr 11, s. B200-B203, p-ISSN: 1438-1656, e-ISSN: 1527-2648
33. Badanie cytotoksyczności i odpowiedzi tkankowej nowych elastomerowych terpoli (estro-etero-estrów) (TEEE)., (ang. Investigations of cytotoxicity and tissue response to new terpoly (ester-ether-ester) elastomers (TEEE).), Czasopismo: Inż. Biomater., 2008 nr 76, s. 2-5
34. Effects of nanostructured polymer/ceramic materials on tissue response in vivo., Biomaterials NRW 2008. Fundamentals and clinical applications. 10th International Symposium, Essen, 12-14 March 2008. Program and abstracts.
35. Zespół Holt-Oram u 5-letniego chłopca–opis przypadku., (ang. The Holt-Oram syndrome in a 5-year-old boy: case report.), Problemy diagnostyki, rehabilitacji i rozwoju dziecka niepełnosprawnego. III Ogólnopolska Konferencja, Lublin, 22-24 września 2008 r.
36. Biodegradacja i aktywność komórkowa poliestrów modyfikowanych beta-TCP., (ang. Biodegradation and cell activity of polyesters modified with beta-TCP.), Czasopismo: Inż. Biomater., 2007, nr 65-66, s. 33-37
37. Nowe kopolimery modyfikowane radiacyjne–badania biozgodności., (ang. New co-polymers modified by radiation–investigations of the biocompatibility.), Czasopismo: Leczenie Ran, 2007 vol. 4, nr 3, s. 100, XI Zjazd Polskiego Towarzystwa Chirurgii Plastycznej Rekonstrukcyjnej i Estetycznej. Bydgoszcz, 20-22 września 2007 roku, p-ISSN: 1733-4301
38. Poszukiwanie nowych zabezpieczeń przed kolonizacją drobnoustrojami biomateriałów wykorzystywanych w chirurgii odtwórczej., (ang. Searching of new insures against colonization by organisms of the biomateriale used in reconstructive surgery.), Czasopismo: Leczenie Ran, 2007, nr 3, s. 96., Uwagi: XI Zjazd Polskiego Towarzystwa Chirurgii Plastycznej Rekonstrukcyjnej i Estetycznej. Bydgoszcz, 20-22 września 2007 roku, p-ISSN: 1733-4301
39. Poszukiwanie nowych zabezpieczeń przed kolonizacją drobnoustrojami protez wykorzystywanych w chirurgii odtwórczej., (ang. Search for new protection against microbiological colonization of prostheses used in reconstructive surgery.), Choroby i urazy łokcia i nadgarstka. Rehabilitacja w chirurgii ręki., Konferencja/zjazd: V Zjazd Naukowy Polskiego Towarzystwa Chirurgii Ręki, Sympozjum Sekcji Chirurgii Ręki Polskiego Towarzystwa Ortopedycznego i Traumatologicznego, II Zjazd Sekcji Terapeutów Ręki Polskiego Towarzystwa Fizjoterapii: Konin-Licheń, 24-26 maja 2007.
40. Preparation and bioactivity of novel multiblock thermoplastic elastomer/tricalcium phosphate composites., Czasopismo: J. Mater. Sci. Mater. Med., 2007 vol. 18., nr 3, s. 501-506, p-ISSN: 0957-4530, e-ISSN: 1573-4838
41. Biocompatibility and fatigue properties of polystyrene-polyisobutylene-polystyrene, an emerging thermoplastic elastomeric biomaterial., Czasopismo: Biomacromolecules, 2006: vol. 7, nr 3, s. 844-850
42. Ciała obce odbytnicy., (ang. Foreign bodies of the rectum.), Czasopismo: Pol. Prz. Chir., 2006: t. 78, nr 12, s. 1460-1467, p-ISSN: 0032-373X
43. In vitro bacterial colonization of polymeric implants surface., Czasopismo: BIOmaterialien (Interdisc. J. Func. Mater. Biomech. Tissue Eng.), 2006: t. 7, supl. 1, [1] s., p-ISSN: 1616-0177
44. Kopolimer blokowy modyfikowany antybiotykiem–perspektywy w chirurgii odtwórczej., (ang. Block copolymer modified by antibiotics–perspectives in reconstructive surgery.), 60-letni dorobek nauki na Pomorzu Zachodnim wnoszony do Unii Europejskiej. Nauki medyczne. II Zachodniopomorski Kongres Nauki, Szczecin, 7-9 grudnia 2005
45. Nowa koncepcja zabezpieczenia protezy ścięgna przed kolonizacją drobnoustrojami., Zakażenia po zabiegach w chirurgii implantacyjnej. XIII Zjazd Polskiego Towarzystwa Zakażeń Szpitalnych, XVI Naukowo-Szkoleniowe Sympozjum Sekcji Zakażeń Chirurgicznych Towarzystwa Chirurgów Polskich. Krynica, 17-19 maja 2006.
46. Bierna czasowa proteza ścięgna–możliwości zastosowania w chirurgii odtwórczej ręki. Rozprawa habilitacyjna., (ang. Perspectives for passive tendon implants in reconstructive hand surgery. Habilitation thesis.), Wydaw. Pomorskiej Akad. Med., 2005
47. Bierna czasowa proteza ścięgna–perspektywy w chirurgii odtwórczej ręki., (ang. Perspectives for passive tendon implants in reconstructive hand surgery., Czasopismo: Pol. Hand Surg.), 2005 nr 37, s. 29-54
48. Bierna czasowa proteza ścięgna, łączenie z antybiotykiem., (ang. Passive, temporary tendon prosthesis: infiltration with antibiotic.), IV Kongres Polskiego Towarzystwa Chirurgii Ręki z udziałem międzynarodowym, Wrocław, 17-19 listopada 2005 r. Program i streszczenia.
49. Czasowa proteza ścięgna z antybiotykiem–nowe perspektywy., (ang. Temporary tendon prosthesis with antibiotic–new perspectives.), 2. Polsko-Niemieckie Sympozjum Chirurgii Ręki, Szczecin 15-16 kwietnia 2005. Program., Szczecin, 2005
50. Rekonstrukcja żuchwy wolnym płatem z kości strzałkowej., (ang. Mandibula reconstruction use free fibula bone flap.), Postępy w chirurgii szczękowo-twarzowej. V Kongres Polskiego Towarzystwa Chirurgii Jamy Ustnej i Chirurgii Szczękowo-Twarzowej, Lublin, 19-21 maja 2005 r. Streszczenia referatów., Lublin, 2005
51. Staphylococci adhesion to multiblock polyester surface., 19th European Conference on Biomaterials including the 4th Young Scientists Forum, Sorrento, Naples, Italy 11-15 September 2005. Proceedings., 2005
52. Study on degradation and systemic toxicity of multiblock poly(aliphatic/aromatic-ester) copolymers., Czasopismo: Polimery, 2005, nr 2, s. 131-138
53. Wolne mikrozespolone przeszczepy., (ang. Free microvascular grafts.), Chirurgia twarzy. Red. Sylwester Kowalik., Stalowa Wola, 2005, s. 387-398
54. Badanie spęczniania multiblokowego poli(alifatyczno/aromatycznego-estru) (PED)., (ang. Swelling behaviour of multiblock poli(aliphatic/aromatic-ester) (PED).), Czasopismo: Inż. Biomater., 2004 nr 38-42, s. 109-111
55. Badanie uwalniania gentamycyny z nowego multiblokowego poli(alifatyczno/aromatycznego-estru)–badania in vivo., (ang. Evaluation of gentamycin release from new multiblock poli(aliphatic/aromatic-ester)–in vivo investigations.), Czasopismo: Inż. Biomater., 2004, nr 38-42, s. 112-114
56. Evaluation of mechanical properties of novel biomedical poly(aliphatic/aromaticester) copolymers., Polymer biomaterials: biomimetic and bioanalogous systems. 43rd Microsymposium, Prague, 11-15 July 2004., Prague 2004
57. Late results after operative restoration of hand efficiency and rehabilitation in patients with irreparable injury of radial nerve., Czasopismo: Magy. Traumatol. Ortop. Kezseb. Plasztikai Seb., 2004: évf. 47 suppl. 2, s. 306., 9th Congress of the International Federation of Societies for Surgery of the Hand, Budapest, Hungary, 13-17 June, 2004
58. Novel block copolymer as temporary tendon prosthesis., Czasopismo: Magy. Traumatol. Ortop. Kezseb. Plasztikai Seb., 2004: évf. 47 suppl. 2, s. 262-263., 9th Congress of the International Federation of Societies for Surgery of the Hand, Budapest, Hungary, 13-17 June, 2004
59. Ocena wyników zespolenia paliczków i kości śródręcza za pomocą śródszpikowego bolca kostnego oraz drutami Kirschnera w operacjach przeniesienia palców ze stopy na rękę., (ang. Results of Kirschner wire osteosynthesis and intramedullary bone peg in toe-transfers.), Czasopismo: Chir. Narz. Ruchu, 2004: t. 69, z. 1, s. 15-17
60. Proper diagnostic and therapeutic management in a patient with complex injury due to fall associated with high voltage injury., Czasopismo: Med. Intens. Ratunk., 2004: t. 7, nr 3 suppl., s. 73., Medycyna ratunkowa w Europie Środkowo-Wschodniej. II Międzynarodowy Kongres Polskiego Towarzystwa Medycyny Ratunkowej, Lublin 12-15 września 2004 r.
61. The use greater omentum as a reconstructive material–14 years of experience., Czasopismo: Magy. Traumatol. Ortop. Kezseb. Plasztikai Seb., 2004: évf. 47 suppl. 2, s. 262., Uwagi: 9th Congress of the International Federation of Societies for Surgery of the Hand, Budapest, Hungary, 13-17 June, 2004 r.
62. Uwalnianie gentamycyny z nowego kopolimeru blokowego–badania in vitro., (ang. Release of gentamycin from new copolymer–in vitro study., Czasopismo: Inż. Biomater.), 2004: R. 7, nr 34, s. 38-40
63. Badanie adherencji wybranych drobnoustrojów do nowych kopolimerów blokowych., (ang. The study on microorganism's adherence to new discovered block copolymers.), W: III Międzynarodowy Kongres Polskiego Towarzystwa Chirurgii Ręki, Białystok 13-15 czerwca 2003
64. Early results and complications of the treatment of gastric cancer with gastrectomy and lymph nodes clearance., Advances in gastric cancer management. 5th Symposium in Commemoration of Ludwik Rydygier, Kraków, styczeń 12-14 2003
65. Local tissue response to multiblock poly(aromatic/aliphatic-ester) thermoplastic elastomers., 18th European Conference on Biomaterials including Third Young Scientists' Forum, Stuttgart, Germany, 1-4. October 2003. Proceedings
66. Modyfikacja multiblokowych poli(alifatyczno/aromatycznych-estrów) solami srebra., (ang. Modification of multiblock poly(aliphatic/aromatic-esters) with silver salts.), Modyfikacja polimerów. XVI Konferencja Naukowa połączona z jubileuszem 45-lecia pracy naukowej i 70. urodzin Pani Profesor Bożeny N. Kolarz, Polanica Zdrój, 23-26 września 2003
67. Pokrywanie ubytków tkanek miękkich palców płatem V-Y (zmodyfikowany płat Moberga)., (ang. Use of V-Y flap (modified Moberg) in the reconstruction of soft tissue defects within the digits.), III Międzynarodowy Kongres Polskiego Towarzystwa Chirurgii Ręki, Białystok 13-15 czerwca 2003, s. 64-65
68. Wartość sieci większej jako materiału rekonstrukcyjnego do zaopatrywania dużych ubytków tkankowych., (ang. Omentum maius in large tissue defects.), III Międzynarodowy Kongres Polskiego Towarzystwa Chirurgii Ręki, Białystok 13-15 czerwca 2003, s. 245
69. Bacterial behaviour during the direct contact with poly(ester-aliphatic) substrata., IV International Textile Conference, Łódź, October 7-8, 2002. Proceedings., Łódź, 2002, s. 60-63
70. Biocompatibility studies of new multiblock poly(ester-ester)s composed of poly(butylene terephthalate) and dimerized fatty acid., Czasopismo: Biomaterials, 2002 vol. 23, nr 14, s. 2973-2978, p-ISSN: 0142-9612, e-ISSN: 1878-5905
71. Zachowanie bakterii podczas bezpośredniego kontaktu z podłożem poli(etrowo-alifatycznego) kopolimeru., IV Międzynarodowa Konferencja Naukowa Medtex" 2002 Łódź, 7-8 października
72. Adherencja gronkowców do różnych biomateriałów–badania doświadczalne., (ang. Adhesion of staphylococci to different biomaterials.) Postępy w medycynie zakażeń, Warszawa 7-8 września 2001
73. Evaluation of biocompatibility of new policopolimers., 2nd International Congress of Polish Society for Surgery of the Hand, Szczecin-Międzyzdroje 04-06 October 2001
74. Failure after carpal tunnel release–why does it occur?, 2nd International Congress of Polish Society for Surgery of the Hand, Szczecin-Międzyzdroje 04-06 October 2001
75. Intraoperative operation of neoplasm infiltration with the use of photodynamic method., 2nd International Congress of Polish Society for Surgery of the Hand, Szczecin-Międzyzdroje 04-06 October 2001
76. Leczenie oparzeń elektrycznych kończyny górnej., (ang. Treatment of the electric burn injuries of the upper extremity.), Czasopismo: Pol. Prz. Chir., 2001, nr 9, s. 775-786
77. Methods of osteosynthesis in fingers rearrangement., 2nd International Congress of Polish Society for Surgery of the Hand, Szczecin-Międzyzdroje 04-06 October 2001
78. Methods of osteosynthesis in toe-to-hand transfers., Inaugural Congress of the World Society for Reconstructive Microsurgery, Taipei, Taiwan, October 31–November 3, 2001
79. Przydatność tomografii rezonansu magnetycznego w diagnostyce zespołu kanału nadgarstka., (ang. The usefulness of MRI in the diagnosis of tunnel syndrome.), Czasopismo: Pol. Prz. Radiol., Szczegóły: 2001, nr 3, s. 40-45
80. Rekonstrukcja oderwanego skalpu płatem z sieci większej i wolnymi przeszczepami skóry., (ang. Reconstruction of a large scalp defect by free omental flap and skin grafts–case report.), III Kongres Polskiego Towarzystwa Chirurgii Jamy Ustnej i Chirurgii Szczękowo-Twarzowej, Szczecin 17-19 maja 2001 r.
81. The management of causalgia of the upper extremity caused by failed treatment of compression neuropathy of the ulnar nerve–a case report., 2nd International Congress of Polish Society for Surgery of the Hand, Szczecin-Międzyzdroje 04-06 October 2001
82. Treatment of excessive soft tissue defects with greater omentum free and pedicled flaps., Inaugural Congress of the World Society for Reconstructive Microsurgery, Taipei, Taiwan, October 31-November 3, 2001
83. Treatment of posttraumatic soft tissue defects with greater omentum., 8th Congress of the International Federation of Societies for Surgery of the Hand, Istnabul, Turkey, June 10-14, 2001
84. Treatment of the electric burn injuries within upper extremity., 2nd International Congress of Polish Society for Surgery of the Hand, Szczecin-Międzyzdroje 04-06 October 2001
85. Urazowe oskalpowanie głowy zaopatrzone wolnym płatem z sieci większej., Head scalp avulsion treatment using a greater omentum free flap., Czasopismo: Pol. Prz. Chir., 2001, nr 4, s. 378-381
86. Badania biologiczne wyciągów wodnych z nowego multiblokowego poli(estro-estro) kopolimeru., (ang. Assessment of the biocompatibility of the new multiblock poly(ester-ester) copolymer.), Czasopismo: Polimery Med., 2000, nr 3-4, s. 83-87, p-ISSN: 0370-0747
87. Physical and mechanical behavior of electron-beam irradiated and ethylene oxide sterilized multiblock polyester., Czasopismo: J. Mater. Sci. Mater. Med., 2000 vol. 11, nr 11, s. 757-762, p-ISSN: 0957-4530, e-ISSN: 1573-4838
88. Reconstruction of an avulsed scalp with free omental flap and skin grafts: a case report., Czasopismo: J. Craniomaxillofac. Surg., 2000 vol. 28 suppl. 3, s. 255., XVth Congress of the European Association for Cranio-Maxillofacial Surgery, Edinburgh 5-9 September 2000., p-ISSN: 1010-5182, e-ISSN: 1878-4119
89. Studies on multiblock poly(ester-ester)s for biomedical applications: an experimental studies in rats., Polymers in medicine. 40th Microsymposium, Prague, 17-20 July 2000
90. The usefulness of MRI in the diagnosis of the cause of carpal tunnel syndrome., Diagnostic imaging of the shoulder, elbow and wrist joints. Brussels International Symposium, Genval/Brussels, Belgium, April 28-29, 2000
91. Wolne płaty mikrozespolone w chirurgii odtwórczej twarzy–doniesienie wstępne., Stan obecny i przyszłość onkologii w otolaryngologii. Sympozjum, Poznań, 22-24 czerwca 2000 r.
92. Badanie odpowiedzi tkankowej po wszczepieniu nowego kopoliestru blokowego do tkanek szczura., (ang. Tissue response assessment after implantation of new block copolymer into rat tissue.), Czasopismo: Polimery Med., 1999, nr 1-2, s. 35-39, p-ISSN: 0370-0747
93. Collagen fascicle damage in disrupted tendons: a scanning electron microscopic study., Advanced in tendon lesions, injuries and repair. Brussels International Symposium, Genval–Brussels, Belgium, April 2-3, 1999
94. Median nerve damage after Monteggia fracture. Case report., Czasopismo: Surg. Childh. Int., Szczegóły: 1999 vol. 7, nr 2, s. 118-119
95. Mnogie obrażenia ciała chorych leczonych w Klinice., (ang. Multilocal injuries of patients in our clinic.), 59 Zjazd Towarzystwa Chirurgów Polskich, Bydgoszcz 22-25 września 1999 r.
96. Niebezpieczeństwa pozornie błahych zamkniętych urazów jamy brzusznej., (ang. Minor blunt abdominal trauma can be dangerous.), Czasopismo: Wiad. Lek., 1999: t. 52, nr 1-2, s. 81-84, p-ISSN: 0043-5147
97. Próba odtworzenia czucia ochronnego po pierwotnym pokryciu oskalpowanych okrężnie rąk i palców płatem z sieci większej., (ang. An attempt to restore protective sensation after great omental flap coverage due to circular soft tissue defect in the hand.), Czasopismo: Chir. Narz. Ruchu, 1999 t. 64, z. 4, s. 453-456
98. Rana kłuta klatki piersiowej drążąca do jamy brzusznej., (ang. Stab wound of the chest with penetration into abdominal cavity.), Czasopismo: Wiad. Lek., 1999: t. 52, nr 9-10, s. 513-515, p-ISSN: 0043-5147
99. Regarding the three-stage evolution of post-traumatic reflex sympathetic dystrophy., Czasopismo: J. Hand Surg. 1999 vol. 24 suppl. 1, s. 26., Instructional course on "Fractures of the metacarpals and phalanges in adults and children", Bonn, Germany, 26-29 May, 1999, p-ISSN: 0266-768, e-ISSN: 1532-2211
100. Technika wykonania wolnych i uszypułowanych płatów z sieci większej., (ang. Free and pedicled omental flaps. Harvesting and transplanting.), Czasopismo: Chir. Narz. Ruchu, 1999 t. 64, z. 6, s. 671-675
101. The effect of steroid injection on Achilles tendon resistance: an experimental study in rats., Advanced in tendon lesions, injuries and repair. Brussels International Symposium, Genval–Brussels, Belgium, April 2-3, 1999
102. Wolne, złożone przeszczepy mikrozespolone w operacjach odtwórczych twarzy–doniesienie wstępne., (ang. Free, composed, microvascular grafts in reconstruction of the face–preliminary report.), 2. Kongres Polskiego Towarzystwa Chirurgii Jamy Ustnej i Szczękowo-Twarzowej, Kraków, 20-22 maja, 1999
103. Wpływ nowego kopoliestru blokowego na morfologię komórki wątrobowej u szczura., (ang. The influence of new polyester block copolymer on morphology of hepatocytes of rats liver.), Czasopismo: Polimery Med., 1999 t. 29, nr 3-4, s. 41-48, p-ISSN: 0370-0747
104. Zaawansowany rak żołądka., (ang. Advanced gastric carcinoma.), Czasopismo: Wiad. Lek., 1999 t. 52, nr 5-6, s. 246-251, p-ISSN: 0043-5147
105. 30 lat operacyjnego leczenia przykurczu Dupuytrena., (ang. 30 years in the surgical treatment of Dupuytren's contracture.), Czasopismo: Pol. Hand Surg., 1998: nr 2, s. 37-40
106. Amputacja urazowa przedramienia powikłana odmą śródczaszkową., (ang. Forearm traumatic amputation complicated by pneumocephalus.), Czasopismo: Wiad. Lek., 1998 t. 51, nr 7-8, s. 388-391, p-ISSN: 0043-5147
107. Late results of operative of carpal tunnel syndrome., 7th Congress of the International Federation of Societies for Surgery of the Hand., Vancouver, Canada, May 24-28, 1998
108. Przeszczepy sieci większej i powikłania., (ang. Transplantation of the greater omentum and complications.), Czasopismo: Chir. Narz. Ruchu, 1998 t. 63, z. 6, s. 529-534
109. Restoration of sensory function in omental flap., 7th Congress of the International Federation of Societies for Surgery of the Hand., Vancouver, Canada, May 24-28, 1998
110. The complcations after ometal flap., 7th Congress of the International Federation of Societies for Surgery of the Hand., Vancouver, Canada, May 24-28, 1998
111. Wczesne wyniki przezskórnej angioplastyki balonowej jako metody leczenia zespołu podkradania tętnicy podobojczykowej., (ang. Early results of percutaneous transluminal angioplasty as the treatment method of the subclavian steal syndrome.), XXXV Zjazd Radiologów Polskich, Katowice 10-13.06.1998. Streszczenia w języku polskim., Katowice, 1998
112. Wykorzystanie tętnicy łokciowej w replantacji ręki., (ang. The use of ulnar artery in hand replantation.), Czasopismo: Chir. Narz. Ruchu, Szczegóły: 1998 t. 63, z. 1, s. 63-66
113. Wykorzystanie tętnicy promieniowej wskaziciela do rewaskularyzacji amputowanego kciuka., (ang. The use of radial artery for revascularisation of the thumb.), Czasopismo: Chir. Narz. Ruchu, 1998: t. 63, z. 3, s. 217-220
114. Zaopatrywanie pourazowych ubytków tkanek w obrębie kończyny górnej za pomocą sieci większej., (ang. Reconstruction of post-traumatic tissue defects in the upper extremity with omentum maius flaps.), Czasopismo: Pol. Prz. Chir. 1998 t. 70, nr 1, s. 54-58
115. Analiza uszkodzeń pęczków kolagenowych ścięgna w mikroskopie elektronowym skaningowym., (ang. Electron scanning microscopy analysis of tendon collagen fascicle damage.), Czasopismo: Chir. Narz. Ruchu, 1997 supl. 1, s. 277-280,
116. Mnogie obrażenia ciała u chorych przyjętych podczas ostrego dyżuru., (ang. Multiple trauma in emergency patients.), Mnogie obrażenia ciała–postępowanie szpitalne w ostrej fazie. II Zjazd Unii Polskich Towarzystw Chirurgicznych, Wrocław 28-29 listopada 1997
117. Pourazowy zespół bólowy nerwu łokciowego leczony przez otulenie nerwu żyłą: doniesienie wstępne., (ang. ‘‘Nerve wrapping with the vein as the method of treatment for post-traumatic painful ulnar nerve compression syndrome: a preliminary report. ‘‘), Czasopismo: Chir. Narz. Ruchu, 1997 t. 62, z. 6, s. 483-486
118. Życie i działalność Jana Karola Glatzla oraz charakterystyka jego dorobku naukowego. Praca doktorska. [Aut.] Urszula Jonecko. Kraków: UJ CM, 1995, 77 s. Rozprawy z Historii Medycyny i Filozofii Medycyny 7., Czasopismo: Arch. Hist. Filoz. Med., 1997 t. 60, z. 3, s. 297-300
119. Repairing of the excessive soft tissue injuries in the upper extremity using free and pedicled greater omentum maius flaps., Upper and lower extremity microvascular reconstructions. Brussels International Symposium, Geneval-Brussels. Belgium, March 7-8, 1997
120. Rewaskularyzacja amputowanego kciuka za pomocą tętnicy wskaziciela.,(ang. ‘‘Revascularisation of an amputated thumb using the index finger artery.‘‘), IV Sympozjum Mikrochirurgii z udziałem gości zagranicznych, Wrocław, 15-17 października 1997
121. Różne możliwości wykorzystania płata chińskiego w rekonstrukcjach pourazowych ubytków tkanek w obrębie kończyny górnej., (ang. ‘‘Versality of chinese flap in reconstruction of posttraumatic soft tissue defects within upper extremity.‘‘), Czasopismo: Chir. Narz. Ruchu, 1997: t. 62, z. 4, s. 303-306
122. Sprawozdanie z Międzynarodowego Sympozjum Rekonstrukcji Mikronaczyniowych, Geneval koło Brukseli, 7–8 marca 1997., Czasopismo: Chir. Narz. Ruchu, 1997: t. 62, z. 3, s. 284-285, p-ISSN: 0009-479X
123. Wczesne wyniki przezskórnej angioplastyki balonowej jako metody przyczynowego leczenia zespołu podkradania tętnicy podobojczykowej., (ang. ‘‘Early results of percutaneous transluminal angioplasty as the causal treatment method of the subclavian steal syndrome.‘‘), Czasopismo: Pol. Prz. Radiol., 1997 t. 62, nr 4, s. 266-270
124. Wpływ preparatu Polcortolon na wytrzymałość ścięgna piętowego szczura., (ang. ‘‘Polcortolon preparation influence on Achilles tendon strenghth of the rat.‘‘), Czasopismo: Chir. Narz. Ruchu, 1997 supl. 1, s. 267-270
125. Wykorzystanie sieci większej do zaopatrywania pourazowych ubytków tkanek na kończynie górnej., (ang. ‘‘Repairing of the excessive soft tissue injuries within upper extremity using free and pedicled omentum majus grafts.‘‘), 58 Zjazd Towarzystwa Chirurgów Polskich, Katowice 17-20 września 1997 r.
126. Wykorzystanie sieci większej do zaopatrywania pourazowych ubytków tkanek na kończynie górnej., (ang. ‘‘Making use of greather menton for repairing the post-traumatic defects of tissues on upper extremity.‘‘), XXXI Sympozjum Sekcji Chirurgii Ręki Polskiego Towarzystwa Ortopedycznego i Traumatologicznego, Gdańsk/Jurata 16-17 maja 1997
127. Wyniki leczenia pourazowej algodystrofii kończyny górnej za pomocą lokalnych dożylnych blokad z methylprednizolonu i lignokainy., (ang. ‘‘The results of the treatment of posttraumatic algodystrophy of the upper extremity with regional intravenous blocks of methylprednisolone and lignocaine.‘‘), Chir. Narz. Ruchu, 1997 supl. 1, s. 239-245
128. Krwawienie z górnego odcinka przewodu pokarmowego u chorych po operacjach serca w krążeniu pozaustrojowym., (ang. ‘‘Upper digestive tract bleeding in patients after cardiac surgery with cardiopulmonary bypass.‘‘), Czasopismo: Pol. Prz. Chir., 1996: t. 68, nr 4, s. 331-335
129. Wpływ miejscowo podawanego preparatu Polcortolon na wytrzymałość zdrowych ścięgien Achillesa szczura z uwzględnieniem różnych prędkości rozciągania., (ang. ‘‘Influence of locally injected drug Polcortolon on tensile strength of intact Achilles tendons in rats with traction speed taken into consideration.‘‘), Czasopismo: Szczec. Rocz. Nauk., t. 10 z. 1 Nauki Med., nr 4, s. 7-22
130. Wybór optymalnej metody znieczulenia do zabiegów na kończynie górnej., (ang. ‘‘The choice of anasthetic technique for hand surgery.‘‘), XII Zjazd Polskiego Towarzystwa Anestezjologii i Intensywnej Terapii, Katowice, 12-15 września 1996
131. Wyniki operacyjnego leczenia wrodzonego zespołu braku pochwy., (ang. ‘‘Results of the operative treatment of congenital vaginal agenesia. ‘‘), Czasopismo: Ginekol. Pol., 1996 t. 67 supl. 1, s. 215-219
132. Influence of peritendinous injection of Polcortolon (Triamcinolon) on tensile strength of Achilles tendon in rat., 6th Congress of the International Federation of Societies for Surgery of the Hand (IFSSH), Helsinki, Finland, July 3-7, 1995. Abstract book.
133. Influence of peritendinous injection of Polcortolon (Triamcinolone) on tensile strength of Achilles tendon in rat., 6th Congress of the International Federation of Societies for Surgery of the Hand (IFSSH). International Proceedings Division. Helsinki (Finland), July 3-7, 1995
134. Przyczyny niepowodzeń w leczeniu pourazowej algodystrofii., (ang. ‘‘Reasons of poor respond to the treatment of posttraumatic algodystrophy. ‘‘), Wybrane zagadnienia z chirurgii 1995. Pod red. Seweryna Wiechowskiego., Warszawa, 1995, s. 481-483
135. Przyczyny niepowodzeń w leczeniu pourazowej algodystrofii., (ang. ‘‘Reasons of poor respond to the treatment of posttraumatic algodystrophy.‘‘), 57 Zjazd Towarzystwa Chirurgów Polskich, 7-9 września 1995 r. Szczecin, 1995
136. Revascularisation of amputated thumb by arteria digitalis of index finger., 6th Congress of the International Federation of Societies for Surgery of the Hand (IFSSH), Helsinki, Finland, July 3-7, 1995
137. The role of external factors in the developing of posttraumatic algodystrophy., 6th Congress of the International Federation of Societies for Surgery of the Hand (IFSSH). International Proceedings Division. Helsinki (Finland), July 3-7, 1995
138. Przydatność scyntygrafii trójfazowej w diagnostyce zespołów bólowych kończyn górnych ze szczególnym uwzględnieniem dystrofii Sudecka., (ang. ‘‘Value of three-phase scintigraphy in diagnostic of pain syndromes in upper extremity, especially with regard to Sudeck's atrophy.‘‘), Czasopismo: Pol. Hand Surg., 1994 nr 1-2, s. 29-34
139. The versatility of chinese flap., International Conference on Surgery of the Hand, Varna, Bulgaria, 6-9. October 1994